# Ognjen Tadić
Ognjen Tadić (srp. Огњен Тадић; Sarajevo, 20. travnja 1974.), srpski bosanskohercegovački političar, pravnik, novinar i sociolog. Savjetnik je predsjednika Republike Srpske.
Kao mladić se 1991. pridružio Srpskoj radikalnoj stranci. U dva navrata, 1997. i 1998., izabran je za zastupnika u Narodnoj skupštini Republike Srpske. Kada je Poplašen izabran za predsjednika Republike Srpske 1998., Tadić je imenovan njegovim šefom Kabineta i savjetnikom. Međutim, visoki predstavnik Carlos Westendorp je zbog opstrukcije provođenja Daytonskog mirovnog sporazuma smijenio Poplašena i njegove suradnike, uključujući i Tadića, te im izdao zabranu kandidiranja na izborima.
U vrijeme zabrane, Tadić je otvorio odvjetničku radnju. 
Ponovno se politički angažirao na općim izborima 2002., na kojima se bezuspješno kandidirao za srpskog člana Predsjedništva BiH. 
Za političkog savjetnika predsjednika Republike Srpske Dragana Čavića postavljen je 2005. 
SRS RS je napustio 2006. i pridružio se SDS-u. Na sljedećim općim izborima 2006. izabran je za zastupnika u Narodnoj skupštini Republike Srpske. Iduće godine, neuspješno je sudjelovao na izvanrednim izborima za predsjednika Republike Srpske. Za potpredsjednika SDS-a izabran je 2008.
Na općim izborima 2010. ponovno je bez uspjeha bio kandidat za predsjednika Republike Srpske, međutim, imenovan je izaslanikom u Domu naroda PS BiH u lipnju 2011., gdje je izabran u Kolegij, u kojemu je ostao do smjene u studenome 2013. U Dom naroda PS BiH izabran je ponovno 2014., te je 2015. imenovan srpskim članom Kolegija tog Doma, a što je ostao do 2019. 
Tadić je od 2008. do 2022. bio delegat u Vijeću naroda Republike Srpske. Bio je član Kolegija i izaslanik u Domu naroda PS BiH. 2023. postavljen je za savjetnika predsjednika Republike Srpske Milorada Dodika.

## Životopis
Ognjen Tadić rođen je u Sarajevu, gdje je završio osnovnu školu 1988., te srednju strojarsku školu 1992. Kao srednjoškolac pridružio se Srpskoj radikalnoj stranci (SRS) 1991. Djelovao je kao oporbeni političar i optužio tadašnju vladajuću stranku u Republici Srpskoj, SDS, za proganjanje oporbe uhićenjima, političkim i fizičkim likvidacijama. Poslije rata diplomirao je na Pravnom fakultetu Sveučilišta u Banjoj Luci 1999., a pravosudni ispit položio je 2001. Magistrirao je na Fakultetu političkih znanosti Sveučilišta u Banjoj Luci. Autor je knjige "Polje sukoba" (Besjeda, Banja Luka, 2023.) i više znanstvenih i stručnih članaka iz područja sociologije i prava.
Za zastupnika u Narodnoj skupštini Republike Srpske izabran je 1997. i 1998. Poslije općih izbora 1998. Prijevremeno izborno povjerenstvo pobrisalo je njegovo ime s izborne liste SRS-a, zajedno s još osmoricom kandidata. Kraće vrijeme bio je savjetnik za društvene djelatnosti, pitanja izbjeglica i raseljenih osoba predsjedniku Republike Srpske i predsjedniku SRS-a Nikoli Poplašenu, kojeg je smijenio visoki predstavnik Carlos Westendorp u ožujku 1999.
Kako mu je bilo zabranjeno kandidiranje na političkim izborima iduće tri godine, Tadić se nije politički angažirao. Stoga je otvorio odvjetnički ured. Ponovno se angažirao na općim izborima 2002. kao kandidat SRS-a za srpskog člana Predsjedništva BiH. Završio je treći s 44 262 (8,72%) glasa, a ispred njega bili su Nebojša Radmanović iz SNSD-a i pobjednik Mirko Šarović iz SDS-a. Te godine za predsjednika Republike Srpske izabran je SDS-ov Dragan Čavić kojemu je Tadić postao politički savjetnik 2005.
Tadić je napustio SRS 2006. te se učlanio u SDS. Na općim izborima iste godine izabran je za zastupnika u Narodnoj skupštini Republike Srpske s 4541 glasom. Na konstituirajućoj sjednici Narodne skupštine izabran je za zamjenika predsjednika Zakonodavnog odbora i člana Odbora za ustavna pitanja. Na izvanrednim izborima 2007. bio je kandidat za predsjednika Republike Srpske, završio je drugi sa 142 898 (34.77%) glasova, a pobijedio je Rajko Kuzmanović iz SNSD-a.
Izabran je za potpredsjednika Srpske demokratske stranke 2008. Iduće godine postao je član Glavnog odbora SDS-a te član Predsjedništva Gradskog odbora SDS-a u Banjoj Luci. Na općim izborima 2010. ponovno je bio kandidat za predsjednika Republike Srpske i završio drugi s 227 239 (35.92%) glasova, a pobijedio je kandidat SNSD-a Milorad Dodik. Međutim, naknadno je izabran za izaslanika u Dom naroda PS BiH, te je na konstituirajućoj sjednici 9. lipnja 2011. izabran u Kolegij Doma naroda PS BiH kao predsjedatelj, a za zajedno s njim u Kolegij su kao zamjenici izabrani Dragan Čović iz HDZ-a BiH i Sulejman Tihić iz SDA. Tadić je predsjedao Domom naroda između 9. lipnja 2011. i 9. veljače 2012., te 9. lipnja 2013 i 5. studenog 2013. kada je smijenjen, a zamijenio ga je Staša Košarac iz SNSD-a. Na općim izborima održanim u desetom mjesecu 2014. g. u utrci za predsjednika Republike Srpske Ognjen Tadić je dobio podršku 44,28% glasova i ponovo osvojio drugo mjesto, a njegov protivkandidat Milorad Dodik je pobijedio s 45,38% glasova.[nedostaje izvor] Poslije opštih izbora je ponovo izabran u Dom naroda kao delegat, a zatim je ponovo izabran i za člana Kolegija (predsjedavajući /zamjenik predsjedavajućeg) Doma naroda.
Tadić je bio član Izvršnog odbora Odvjetničke komore Republike Srpske i predsjednik Zbora odvjetnika regije Banja Luka, član je Udruženja pravnika Republike Srpske, Skupštine Udruženja pravnika Republike Srpske i Udruženja pravnika Srbije. Također se bavio novinarstvom. Radio je na Omladinskom radiju Radija Sarajevo, Trećem programu TV Sarajeva, NRTV-u Dobre vibracije Sarajevo, S-kanalu Pale, Srpskoj radioteleviziji Pale-Banja Luka.

## Osobni život
Ognjen Tadić oženjen je prof. dr sc. med. Daliborkom Tadić s kojom ima dvojicu sinova, Andriju i Jakova i kćer Anu.